# 恋人達のペイヴメント
『恋人達のペイヴメント』（こいびとたちのペイヴメント）は、1984年10月17日に発売されたALFEE19枚目のシングル。

## 概要
アルフィーのシングルの中で初めてオリコンチャート1位を獲得した作品。「メリーアン」でブレイクして以降、初の高見沢俊彦によるリードボーカル曲で、高音ボーカルで歌われている。高見沢が単体でリードヴォーカルを務めるのは「別れの律動」以来5作振り。
『ザ・ベストテン』の中継(1984年12月13日放送)で、「愛知県犬山市在住のファンの女性の家に突然遊びに行き、その家の外で歌う」という企画を行ったが、女性は不在だったうえ、急に照明を点灯させた影響で電圧が落ち、あらかじめ録音したカラオケテープの再生機材に支障が出て音が不安定になり、酷い中継になった。女性とは35年後の2019年10月7日放送の『歌のゴールデンヒット』で対面を果たした。
後に発売されたアルバム『FOR YOUR LOVE』には収録されず、さらにその後発売した『THE BEST SONGS』への収録となった。しかしその前にCDで再発されたベストアルバム『ALFEE A面 コレクション』に収録されている。
タイトル曲が、江崎グリコ『グリコアーモンドチョコレート』のCFソングとして使用された（CFには石黒賢、沢口靖子が出演）。そのため、競合他社がスポンサーだった『夜のヒットスタジオ』で歌われることは無かった。
発売当時のシングル盤ジャケットには、「恋人達のペイヴメント」との日本語表記と、「on the pavement」との英語表記も記載されていた。
この曲で初めてフルコーラスのPV（プロモーションビデオ）が作成された。
オリコン発表の売上枚数は33.6万枚。
1992年12月16日にリリースされたバラード・ベスト・アルバム『Promised Love -THE ALFEE BALLAD SELECTION-』では新録バージョンが収録されており、そのアルバムの発売に合わせて『とんねるずのみなさんのおかげです』や『ミュージックステーション』に出演した際は、高見沢はギターではなくピアノを弾きながら歌唱した。

## 収録曲
1. 恋人達のペイヴメント （作詞：高見沢俊彦・高橋研、作曲：高見沢俊彦、編曲：ALFEE、ストリングスアレンジ：青木望）
2. ロールオーバー・イエスタデイ　（作詞・作曲：高見沢俊彦、編曲：ALFEE）

## 収録作品
- ALFEE A面 コレクション (CD)（#1）
- ALFEE B面 コレクション (CD)（#2）
- THE BEST SONGS（#1）
- ALFEE 4WAY STORY（#2）
- 14 Best Hits ALFEE（#1）
- アルフィーA面コレクション スペシャル（#1）
- アルフィーB面コレクション スペシャル（#2）
- NON-STOP THE ALFEE（#2）
- THE ALFEE CLASSICS（#1、ワルソー・コンチェルト～恋人達のペイヴメント）
- THE ALFEE THE BEST（#1）
- Promised Love -THE ALFEE BALLAD SELECTION-（#1、新録）
- THE ALFEE SINGLE HISTORY    VOL.Ⅱ1983-1986（#1,2）
- THE ALFEE 單曲全集一（#1）
- The Alfee Meets Dance（#1）
- THE ALFEE EMOTIONAL LOVE SONGS（#1）
- THE ALFEE 30th ANNIVERSARY HIT SINGLE COLLECTION 37（#1、新録）
- THE ALFEE SINGLE HISTORY VOL.Ⅵ 2002-2008（#1、『30th ANNIVERSARY HIT SINGLE COLLECTION 37』ヴァージョン）

## 参加ミュージシャン
- 山石敬之（Keyboards）
- 山木秀夫（Drums）

## 関連作品
- 『THE ALFEE HISTORY I 1982-1985』（VHS・β 1985年12月15日） - 「恋人達のペイヴメント」のプロモーションビデオを収録。後にLD版、更にその後にDVD版が再発売された。

## カバー
恋人達のペイヴメント
- 西川貴教 - 2024年発売のトリビュート・アルバム「THE ALFEEトリビュート・アルバム 五十年祭」に収録。